# Anineta
Anineta (łac. Dioecesis Aninetensis) – stolica historycznej diecezji w Cesarstwie Rzymskim (prowincja Azja), współcześnie w Turcji. Od 1933 katolickie biskupstwo tytularne (wakujące od 1973). Pierwszym jej biskupem był bp Paweł Latusek, biskup pomocniczy gnieźnieński, później wrocławski.

## Biskupi tytularni
| Lp. | Biskup        | Funkcja                                                                | Od                | Do             |
| --- | ------------- | ---------------------------------------------------------------------- | ----------------- | -------------- |
| 1   | Paweł Latusek | biskup pomocniczy gnieźnieński, następnie biskup pomocniczy wrocławski | 13 listopada 1961 | 16 lutego 1973 |